# یواس‌سی و جی‌اس آراگو (۱۸۵۴)
یواس‌سی و جی‌اس آراگو (۱۸۵۴) (به انگلیسی: USC&GS Arago (1854)) یک کشتی بود که طول آن ۸۱ فوت (۲۵ متر) بود. این کشتی در سال ۱۸۵۴ ساخته شد.